# Heinrich Wahlster
Heinrich Wahlster (* 14. Dezember 1892 in Saarbrücken; † 12. September 1968 in „Porte di Marimi“) war ein deutscher Fabrikant und Bürgermeister von Saarbrücken.

## Leben
Wahlster besuchte die Oberrealschule in Saarbrücken und machte dann 1907 und 1908 eine kaufmännische Ausbildung in Heilbronn. Anschließend trat er in die väterliche Nahrungsmittelfabrik (Teigwaren und Zuckerwarenproduktion) ein. Er absolvierte seinen Militärdienst in Straßburg und kämpfte dann im Ersten Weltkrieg. 1927 heiratete er Irmgard Münster.
1930 übernahm er das Familienunternehmen. In den folgenden Jahren war Wahlster Mitglied der Industrie- und Handelskammer Saarbrücken und Handelsrichter. Er gehörte der Deutsch-Saarländischen Volkspartei an, dann der Deutschen Front, später der NSDAP, trat 1938 jedoch demonstrativ aus. 1941 bis 1943 musste er im Zweiten Weltkrieg in der Sowjetunion kämpfen. Anschließend führte er nochmals seinen als kriegswichtig eingestuften Betrieb, bis dieser 1944/45 bei Luftangriffen zerstört wurde.
Am 24. März 1945 ernannte ihn die US-amerikanische Militärverwaltung zum Oberbürgermeister von Saarbrücken, doch am 15. August 1945 verzichtete Wahlster auf das Amt. Zwischen 1948 und 1961 war er Vorsitzender des Verbands der Nahrungs- und Genussmittelindustrie. 1961 trat Wahlster in den Ruhestand. Er verstarb während eines Urlaubsaufenthalts an der italienischen Riviera.

## Ehrungen
- ab 1953: Ehrenmitglied des Ruderclubs Saar 1885

## Belege
1. ↑  Hanns Klein gibt in seiner Kurzbiographien der Bürgermeister (Alt-)Saarbrückens, St. Johanns, Malstatt-Burbachs und der Großstadt Saarbrücken (Saarbrücken 1971) auf S. 530 an: „gestorben während eines Urlaubsaufenthaltes an der italienischen Riviera am 12. September 1968 in Porte di Marimi“. Ein Ort dieses Namens ist nicht bekannt. Womöglich ist Forte dei Marmi gemeint, das südlich der italienischen Riviera liegt.

| Personendaten    | Personendaten                                             |
| ---------------- | --------------------------------------------------------- |
| NAME             | Wahlster, Heinrich                                        |
| KURZBESCHREIBUNG | deutscher Fabrikant und Oberbürgermeister von Saarbrücken |
| GEBURTSDATUM     | 14. Dezember 1892                                         |
| GEBURTSORT       | Saarbrücken                                               |
| STERBEDATUM      | 12. September 1968                                        |
| STERBEORT        | „Porte di Marimi“                                         |